# Кубок Казахстана по футболу 2002
Кубок Казахстана по футболу 2002 года — 11-й розыгрыш национального Кубка.
Финальный матч состоялся 17 ноября 2002 года в Алма-Ате на Центральном стадионе.
Победителем Кубка стал столичный «Женис», обыгравший в финале павлодарский «Иртыш». «Женис» завоевал право участия в Кубке УЕФА.

## 1/16 финала
Первые матчи состоялись 1 мая, а ответные — 9 мая 2002 года.
| Команда                 | счёт | Команда              | 1-й матч | 2-й матч |
| ----------------------- | ---- | -------------------- | -------- | -------- |
| Батыс (Уральск)         | 3:2  | Тараз (Тараз)        | 0:0      | 3:2      |
| Достык (Шымкент)        | 1:2  | Жетысу (Талдыкорган) | 1:2      | 0:0      |
| Экибастузец (Экибастуз) | -:+  | Каспий (Актау)       | 2:2      | -:+      |

## 1/8 финала
Матчи были проведены с 15 июня по 28 июня 2002 года.
| Команда                        | счёт | Команда                         | 1-й матч | 2-й матч   |
| ------------------------------ | ---- | ------------------------------- | -------- | ---------- |
| Елимай (Семипалатинск)         | 0:3  | Актобе-Ленто (Актобе)           | 0:2      | 0:1        |
| Батыс (Уральск)                | 3:4  | Кайсар (Кызылорда)              | 2:1      | 1:3 (д.в.) |
| Есиль (Кокшетау)               | 0:3  | Жетысу (Талдыкорган)            | 0:0      | 0:3        |
| Иртыш (Павлодар)               | 6:1  | Восток-Алтын (Усть-Каменогорск) | 4:0      | 2:1        |
| Тобол (Костанай)               | 0:3  | Кайрат (Алма-Ата)               | 0:1      | 0:2        |
| Женис (Астана)                 | 4:3  | Атырау (Атырау)                 | 4:1      | 0:2        |
| Каспий (Актау)                 | 6:0  | ЦСКА-Жигер (Алма-Ата)           | 4:0      | 2:0        |
| Есиль-Богатырь (Петропавловск) | 2:5  | Шахтёр (Караганда)              | 0:1      | 2:4        |

## 1/4 финала
Матчи были проведены с 27 октября по 4 ноября 2002 года.
| Команда               | счёт | Команда              | 1-й матч  | 2-й матч |
| --------------------- | ---- | -------------------- | --------- | -------- |
| Иртыш (Павлодар)      | 6:1  | Жетысу (Талдыкорган) | 3:0 (+:-) | 3:1      |
| Актобе-Ленто (Актобе) | 1:1  | Кайрат (Алма-Ата)(г) | 1:1       | 0:0      |
| Женис (Астана)        | 2:0  | Кайсар (Кызылорда)   | 2:0       | 0:0      |
| Каспий (Актау)        | 0:11 | Шахтёр (Караганда)   | 0:6       | 0:5      |

## 1/2 финала
Матчи были проведены 8 ноября и 12 ноября 2002 года.
| Команда            | счёт | Команда          | 1-й матч | 2-й матч |
| ------------------ | ---- | ---------------- | -------- | -------- |
| Кайрат (Алма-Ата)  | 1:2  | Иртыш (Павлодар) | 1:0      | 0:2      |
| Шахтёр (Караганда) | 2:3  | Женис (Астана)   | 0:0      | 2:3      |

## Финал
| 17 ноября 2002 | \| Женис (Астана) \| 1:0 \| Иртыш (Павлодар) \| \| Тлехугов 61′ \| Голы \| \| | Центральный стадион Алма-Ата Зрителей: 6 000 Судья: С. Цареградский (Семипалатинск) |
| Женис (Астана) | 1:0                                                                           | Иртыш (Павлодар)                                                                    |
| Тлехугов 61′   | Голы                                                                          |                                                                                     |

| Победитель Кубка Казахстана по футболу 2002 |
| ------------------------------------------- |
| Женис (Астана) Второй титул                 |

## Лучшие бомбардиры розыгрыша
| Игрок          | Команда            | Мячи |
| -------------- | ------------------ | ---- |
| Евгений Лунёв  | Шахтёр (Караганда) | 6    |
| Мурат Тлешев   | Шахтёр (Караганда) | 5    |
| Каха Гоголадзе | Батыс (Уральск)    | 4    |